# Aleksandr Gauk
Aleksandr Vasílievich Gauk (en ruso Алекса́ндр Васи́льевич Га́ук; Odesa, [3 agostojul.] 15 de agosto de 1893 – 30 de marzo de 1963) fue un director de orquesta, compositor y profesor de música ruso de la época imperial y luego soviética.

## Vida
Gauk nació en 1893 en Odesa. Recordaba su primera experiencia como oyendo bandas del ejército y a su madre cantando y acompañándose al piano. A los siete años comenzó a estudiar piano. A los 17 se trasladó para estudiar en el Conservatorio de San Petersburgo y consiguió entrar en la clase de Daugover, pasando más tarde a la de Félix Blumenfeld. También fue alumno de Aleksandr Glazunov y Nikolái Cherepnín. Vio dirigir a Claude Debussy, a Richard Strauss y a Arthur Nikisch, del que quedó especialmente prendado.
Se casó con la bailarina Elena Gerdt. Dejó una autobiografía inacabada. Está enterrado en el Cementerio Novodévichi de Moscú.

## Carrera

### Como director de orquesta
La primera experiencia de Gauk como director fue en 1912 con una orquesta de estudiantes. Debutó profesionalmente el 1 de octubre de 1917 en una producción de la ópera Cherevichki de Piotr Ilich Chaikovski en el Teatro Dramático Musical de Petrogrado. Pasó gran parte de la década de 1920 como director del Ballet Mariinski.
De 1930 a 1934 fue director titular de la Orquesta Filarmónica de Leningrado.  El 6 de noviembre de 1931 dirigió a dicha orquesta y al Coro Capella de la Academia en el estreno mundial de la Sinfonía n.º 3 de Dmitri Shostakóvich. A partir de 1932 trabajó en Moscú y en 1936 se convirtió en director titular de una nueva orquesta de la radio, que evolucionó hasta convertirse en la Orquesta Sinfónica Estatal de la URSS. Durante la Segunda Guerra Mundial, tras huir de Riga enseñó en Moscú, antes de pasar dos años en el Conservatorio de Tiflis y reactivar la Orquesta Sinfónica Estatal de Georgia.
Ayudó a reconstruir la Sinfonía n.º 1 de Serguéi Rajmáninov a partir de las partes orquestales encontradas en los archivos del Conservatorio de Moscú en 1944; ya que la partitura manuscrita se había perdido en la década de 1920. Dirigió el estreno mundial del Concierto para violonchelo de Aram Jachaturián en Moscú en 1946.

### Como compositor
Gauk compuso una sinfonía, obras de cámara para cuerdas y obras para piano.

### Como profesor
Trabajó dando clase en el Conservatorio de Moscú. Sus alumnos más destacados fueron Edouard Grikurov, Yevgueni Mravinski, Iliá Musin, Aleksandr Mélik-Pasháyev y Yevgueni Svetlánov.

## Discografía
Su discografía sólo está disponible en parte; Brilliant Classics publicó dos cajas (Vol. 1, 2008; Vol. 2, 2010) con grabaciones tomadas de emisiones de obras de compositores rusos y de otros países.